# Phillip Dorsett
(en) Statistiques sur pro-football-reference

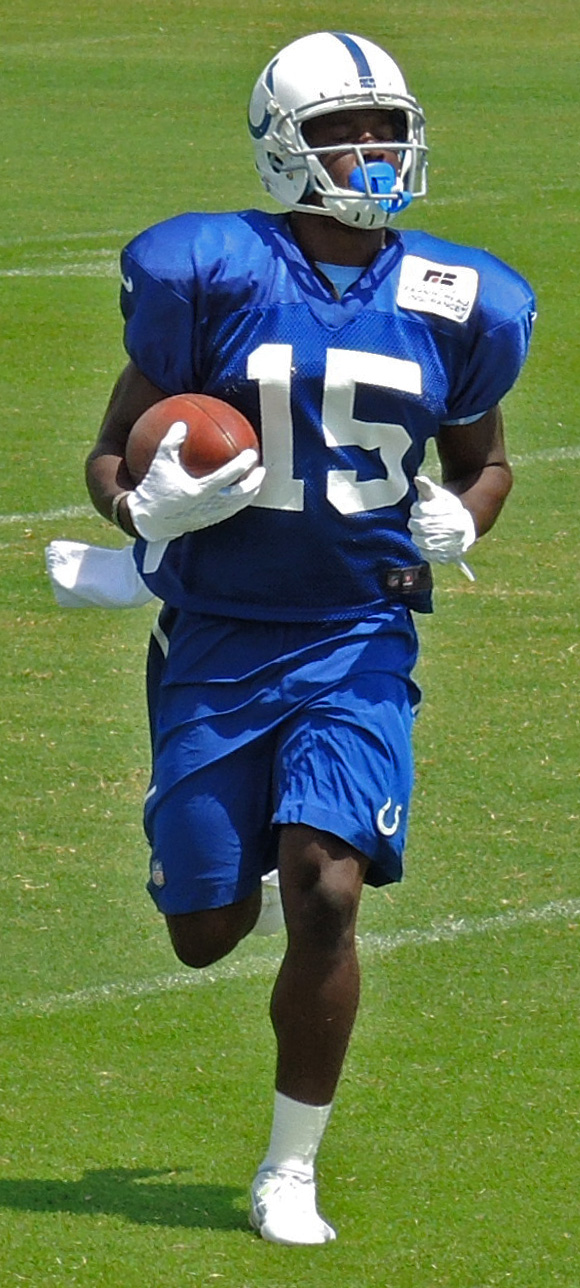
Dorsett en 2015 chez les Colts.

Phillip Howard Dorsett II, né le 5 janvier 1993 à Fort Lauderdale en Floride, est un sportif professionnel américain de football américain qui joue au poste de wide receiver dans la National Football League (NFL) depuis la saison 2015. Il est actuellement agent libre.
Au niveau universitaire, il a joué pendant quatre saisons (2011-2014), pour les Hurricanes de l'université de Miami dans la NCAA Division I FBS et son Atlantic Coast Conference avant d'être sélectionné en 29e chooix lors du premier tour de la draft 2015 de la NFL par la franchise des Colts d'Indianapolis. Il n'y reste que deux saisons avant de rejoindre les Patriots de la Nouvelle-Angleterre (2017-2019), les Seahawks de Seattle (2020), les équipes d'entraînement des Jaguars de Jacksonville et des Seahawks de Seattle en 2021, les Texans de Houston (2021-2022), les Raiders de Las Vegas (intersaison 2023) et les Broncos de Denver en 2023.
Avec les Patriots, il remporte le Super Bowl LII au terme de la saison 2017.

## Biographie

### Jeunesse
Dorsett étudie au lycée St. Thomas Aquinas (en) à Fort Lauderdale en Floride où il pratique l'athlétisme et le football américain.
Il joue au poste de wide receiver sous les ordres de l'entraîneur principal George Smith (en) en compagnie de Duron Carter (en), son futur équipier chez les Colts. 
Lors de son année junior, il compile 30 réceptions pour un gain total de 594 yards et neuf touchdowns. En tant que senior, il totalise 35 réceptions pour un gain total de 806 yards et 12 touchdowns. Il retourne également quatre bottés d'engagement en touchdown. Son équipe reste invaincue sur la saison et remporte le championnat de Florida 5A. Dorsett termine premier au classement national ESPN Rise des Powerade Fab 50. 
Il performe également en athlétisme et plus particulièrement dans les épreuves de sprints et de sauts en longueur. Il réalise ses meilleures performances lors du Louie Bing Classic 2011 avec en saut en longueur de 7,55 mètres et un triple saut de 14,59 mètres. Il termine deuxième du 100 mètres  (10,51 secondes) et 3e au 200 mètres 21,26 secondes lors du FHSAA District Meet 2011. Son meilleur temps en 400 mètres est de 48,32 secondes lors des championnats BCAA 2011. Il réalise également 4,4 secondes au sprint de 40 yards et 92,7 cms en saut vertical lors du Under Armour Combine.

### Carrière universitaire
Il est évalué comme un joueur trois étoiles par Rivals.com et ESPN.com. Comme possible recrue, il est classé 45e à son poste par ESPN. Il s'engage avec les Hurricanes de l'université de Miami pour jouer au football américain universitaire après avoir reçu des offres entre autres des Gators de la Floride, des Buckeyes d'Ohio State, des Tar Heels de la Caroline du Nord et des Bulldogs de la Géorgie.
Il joue avec les Hurricanes de 2011 à 2014 participant au championnat de la NCAA Division I FBS au sein de l'Atlantic Coast Conference.
Lors de son année junior en 2013, il se blesse au genou et ne dispute que sept matchs.
Dorsett termine sa carrière universitaire avec 121 réceptions pour un gain cumulé de 2 132 yards et 17 touchdowns. Il termine la saison 2014 en tant que meilleur receveur de sa conférence pour ce qui concerne le nombre moyen de yards gagnés après réception (24,2 yard/réception) et le nombre de touchdowns inscrits en réception (10). Il est également sélectionné dans la deuxième équipe type de l'Atlantic Coast Conference en 2014.
Il pratique également l'athlétisme à Miami et compte un record à 6,80 secondes sur le 60 mètres soit le 4e meilleur temps de l'histoire de l'université.

### Carrière professionnelle

#### Draft
| Taille              | Poids          | Bras           | Main          | Sprint   | Sprint   | Sprint   | Shuttle 20 yards | 3 cones drill | Détente       | Détente              | Développé couché | Test Wonderlic |
| Taille              | Poids          | Bras           | Main          | 40 yards | 10 yards | 20 yards | Shuttle 20 yards | 3 cones drill | verticale     | horizontale          | Développé couché | Test Wonderlic |
| 1,77 m (5 ft 9¾ in) | 84 kg (185 lb) | 77 cm (30¼ in) | 24 cm (9⅜ in) | 4,33 s   | -        | -        | 4,11 s           | 6,70 s        | 97 cm (38 in) | 3,28 cm (10 ft 9 in) | 13 reps          | -              |

Dorsett est sélectionné en 29e choix global lors du premier tour de la Draft 2015 de la NFL par la franchise des Colts d'Indianapolis et y signe le 27 mai 2015 un contrat portant sur 4 saisons,.

#### Colts d'Indianapolis

##### Saison 2015
Dorsett inscrit son premier touchdown (35 yards) pour les Cols en 3e semaine lors du match joué contre les Titans du Tennessee à la suite d'une réception d'une passe du quarterback Andrew Luck. Il termine le match avec deux réceptions pour un gain cumulé de 43 yards et un touchdown. 
Il finit sa saison avec un bilan de 18 réceptions pour un gain cumulé de 225 yards et un touchdown en 11 matchs en tant que remplaçant.

##### Saison 2016
Lors du premier match de la saison 2016 des Colts perdu 35-39 contre les Lions de Détroit, il réussit quatre réceptions pour un gain total de 94 yards. Trois semaines plus tard lors de la défaite 27-30 contre les Jaguars de Jacksonville, il réussit la plus longue réception depuis qu'il est professionnel (34 yards). En 15e semaine contre les Vikings du Minnesota, il inscrit son deuxième et dernier touchdown de la saison (50 yards). 
Il termine la saison avec un bilan de 33 réceptions pour un gain cumulé de 528 yards et deux touchdowns en 15 matchs dont sept en tant que titulaire.

#### Patriots de la Nouvelle-Angleterre
Le 2 décembre 2017, il est échangé aux Patriots de la Nouvelle-Angleterre contre le quarterback Jacoby Brissett.

##### Saison 2017
Le 7 septembre, Dorsett fait ses débuts pour les Patriots contre les Chiefs de Kansas City (défaite 27-42). 
Il termine sa saison avec un bilan de 12 réceptions pour un gain total de 194 yards. 
Malgré son temps de jeu limité, Dorsett participe à la victoire en finale de conférence AFC jouée contre Jacksonville en réussissant une réception de 31 yards sur une passe de Tom Brady. Il accède au Super Bowl LII mais perd 33-41 le match joué contre les Eagles de Philadelphie malgré une réception de 19 yards.

##### Saison 2018
Le 2 mai 2018, les Patriots renoncent à l'option de cinquième année du contrat de Dorsett et celui-vi devient agent libre. 
Lors du premier match de la saison joué contre les Texans de Houston, Dorsett réussit sept réceptions pour un gain total de 66 yards et un touchdown. Il inscrit son deuxième touchdown de la saison trois semaines plus tard lors de la victoire 38-7 contre les Dolphins de Miami. Il termine ce match avec un bilan de quatre réceptions pour un gain total de 55 yards. Il finit sa saison régulière avec un bilan de 32 réceptions, 290 yards et trois touchdowns.
Lors du match de division de la phase éliminatoire joué contre les Chargers de Los Angeles, il réussit quatre réceptions pour un gain de 41 yards et un touchdown. En finale de conférence AFC jouée contre les Chiefs de Kansas City, il ne réussit qu'une seule réception de 29 yards qu'il transforme en touchdown,. Il remporte ensuite le Super Bowl LIII 13-3 joué contre les Rams de Los Angeles mais n'y compte aucune réception

##### Saison 2019
Le 13 mars 2019, il resigne un contrat d'un an avec les Patriots.
Lors du premier match de championnat contre les Steelers de Pittsburgh à l'occasion du NBC Sunday Night Football (victoire 33-3), Dorsett est le meilleur receveur de son équipe avec quatre réceptions pour un gain cumulé de 95 yards et deux touchdowns. En 11e semaine lors de la victoire 17-10 contre les Eagles de Philadelphie, avant qu'il ne se blesse à la tête, il réussit trois réceptions pour un gain de 33 yards dont un touchdown de 15 yards sur passe de son coéquipier le wide receiver Julian Edelman.
Il termine la saison avec un bilan de 29 réceptions pour un gain de 397 yards et cinq touchdowns.

#### Seahawks de Seattle
Le 30 mars 2020, Dorsett signe un contrat d'un an avec les Seahawks de Seattle.
Après avoir soigné une blessure au pied et manqué les deux premiers matchs de la saison, Dorsett est placé sur la liste des réservistes blessés le 22 septembre 2020. Il ne joue plus de la saison.

#### Jaguars de Jacksonville
Le 17 mars 2021, Dorsett signe chez les Jaguars de Jacksonville. Il est libéré le 31 août mais signe pour l'équipe d'entraînement le lendemain,. Il est libéré le 27 septembre 2011 par la franchise.

#### Seahawks de Seattle
Le 29 septembre 2021, Dorsett signe pour l'équipe d'entrainement des Seahawks mais est libéré le 30 novembre.

#### Texans de Houston
Le 4 décembre 2021, Dorsett signe pour l'équipe d'entrainement des Texans. Il intègre l'équipe principale le 11 décembre 2011 et son contrat est prolongé le 15 décembre pour la saison 2022.
Avec trois équipes au cours de la saison 2021, il dispute six matchs, totalisant sept réceptions pour un gain de 110 yards. 
En 2022 avec les Texans, il effectue 20 réceptions pour un gain de 257 yards et un touchdown en 15 matchs dont quatre joués en tant que titulaire.

#### Raiders de Las Vegas
Le 16 mars 2023, Dorsett signe un contrat d'un an avec les Raiders de Las Vegas mais il est libéré le Le 29 août 2023.

#### Broncos de Denver
Le 31 août 2023, Dorsett signe avec les Broncos de Denver pour intégrer leur équipe d'entraînement et il signe un contrat de futur réserviste le 8 janvier 2024.
Le 26 août 2024, Dorsett est libéré par les Broncos.

## Statistiques

### Universitaires
| Année       | Équipe              | Statut      | MJ |     | Passes réceptionnées | Passes réceptionnées | Passes réceptionnées | Passes réceptionnées |       | Courses | Courses | Courses | Courses |
| Année       | Équipe              | Statut      | MJ | Nb. | Yards                | Moy.                 | TD                   | Nb.                  | Yards | Moy.    | TD      |         |         |
| 2011        | Hurricanes de Miami | Fr.         | 12 | 14  | 147                  | 10,5                 | 01                   | 0                    | 0     | 0,0     | 0       |         |         |
| 2012        | Hurricanes de Miami | So.         | 12 | 58  | 842                  | 14,5                 | 04                   | 5                    | 8     | 1,5     | 0       |         |         |
| 2013        | Hurricanes de Miami | Jr.         | 07 | 13  | 272                  | 20,9                 | 02                   | 0                    | 0     | 0,0     | 0       |         |         |
| 2014        | Hurricanes de Miami | Sr.         | 12 | 36  | 871                  | 24,2                 | 10                   | 2                    | -6    | -3,0    | 0       |         |         |
| Totaux NCAA | Totaux NCAA         | Totaux NCAA | 43 | 121 | 2 132                | 17,6                 | 7                    | 7                    | 2     | 0,3     | 0       |         |         |

### Professionnelles
| Légende | Légende               |
| ------- | --------------------- |
|         | Mène la Ligue         |
|         | Gagnant du Super Bowl |
| Gras    | Record de carrière    |

| Année      | Équipe                             | MJ |                | Passes réceptionnées | Passes réceptionnées | Passes réceptionnées | Passes réceptionnées |                | Courses        | Courses        | Courses | Courses |  | Fumbles | Fumbles |
| Année      | Équipe                             | MJ | Nb.            | Yards                | Moy.                 | TD                   | Nb.                  | Yards          | Moy.           | TD             | Nb.     | Perdus  |  |         |         |
| 2015       | Patriots de la Nouvelle-Angleterre | 11 | 18             | 225                  | 12,5                 | 1                    | 3                    | 17             | 5,7            | 0              | 2       | 1       |  |         |         |
| 2016       | Patriots de la Nouvelle-Angleterre | 15 | 33             | 528                  | 10,0                 | 2                    | 2                    | 10             | 5,0            | 0              | 1       | 0       |  |         |         |
| 2017       | Patriots de la Nouvelle-Angleterre | 15 | 12             | 194                  | 16,2                 | 0                    | 1                    | 07             | 7,0            | 0              | 0       | 0       |  |         |         |
| 2018       | Patriots de la Nouvelle-Angleterre | 16 | 32             | 290                  | 9,1                  | 3                    | 4                    | 29             | 7,3            | 0              | 0       | 0       |  |         |         |
| 2019       | Patriots de la Nouvelle-Angleterre | 14 | 29             | 397                  | 13,7                 | 5                    | 3                    | 21             | 7,0            | 0              | 0       | 0       |  |         |         |
| 2020       | Seahawks de Seattle                | 0  | N'a pas joué   | N'a pas joué         | N'a pas joué         | N'a pas joué         | était blessé         | était blessé   | était blessé   | était blessé   | 0       | 0       |  |         |         |
| 2021       | Jaguars de Jacksonville            | 01 | 0              | 0                    | 00,0                 | 0                    | 0                    | 0              | 0              | 0              | 0       | 0       |  |         |         |
| 2021       | Seahawks de Seattle                | 02 | 01             | 03                   | 03,0                 | 0                    | 0                    | 0              | 0              | 0              | 0       | 0       |  |         |         |
| 2021       | Texans de Houston                  | 03 | 06             | 107                  | 17,8                 | 0                    | 1                    | 0              | 0              | 0              | 0       | 0       |  |         |         |
| 2022       | Texans de Houston                  | 15 | 20             | 257                  | 12,9                 | 1                    | 0                    | 0              | 0              | 0              | 0       | 0       |  |         |         |
| 2023       | Broncos de Denver                  | 02 | 0              | 0                    | 00,0                 | 0                    | 0                    | 0              | 0              | 0              | 0       | 0       |  |         |         |
| 2024       | Broncos de Denver                  | ?  | Saison à venir | Saison à venir       | Saison à venir       | Saison à venir       | Saison à venir       | Saison à venir | Saison à venir | Saison à venir | ?       | ?       |  |         |         |
| Totaux NFL | Totaux NFL                         | 94 | 151            | 2 001                | 13,3                 | 12                   | 14                   | 84             | 6,0            | 0              | 3       | 1       |  |         |         |

| Année      | Équipe                             | MJ |              | Passes réceptionnées | Passes réceptionnées | Passes réceptionnées | Passes réceptionnées |              | Courses      | Courses      | Courses | Courses |
| Année      | Équipe                             | MJ | Nb.          | Yards                | Moy.                 | TD                   | Nb.                  | Yards        | Moy.         | TD           |         |         |
| 2017       | Patriots de la Nouvelle-Angleterre | 2  | 2            | 50                   | 25,0                 | 0                    | 0                    | 0            | 0            | 0            |         |         |
| 2018       | Patriots de la Nouvelle-Angleterre | 3  | 5            | 70                   | 14,0                 | 2                    | 0                    | 0            | 0            | 0            |         |         |
| 2019       | Patriots de la Nouvelle-Angleterre | 1  | 1            | 06                   | 06,0                 | 0                    | 0                    | 0            | 0            | 0            |         |         |
| 2020       | Patriots de la Nouvelle-Angleterre | 0  | N'a pas joué | N'a pas joué         | N'a pas joué         | N'a pas joué         | était blessé         | était blessé | était blessé | était blessé |         |         |
| Totaux NFL | Totaux NFL                         | 6  | 8            | 126                  | 15,8                 | 2                    | 0                    | 0            | 0            | 0            |         |         |